# Triptofan transaminaza
Triptofan transaminaza (EC 2.6.1.27, L-fenilalanin-2-oksoglutaratna aminotransferaza, triptofanska aminotransferaza, 5-hidroksitriptofan-ketoglutarinska transaminaza, hidroksitriptofanska aminotransferaza, -triptofanska aminotransferaza, -triptofanska transaminaza) je enzim sa sistematskim imenom L-triptofan:2-oksoglutarat aminotransferaza. Ovaj enzim katalizuje sledeću hemijsku reakciju
-triptofan + 2-oksoglutarat {\displaystyle \rightleftharpoons } (indol-3-il)piruvat + L-glutamat
Oksaloacetat može da zameni 2-oksoglutarat. On takođe deluje na 5-hidroksitriptofan i u manjoj meri na fenilne aminokiseline.

## Literatura
- Nicholas C. Price; Lewis Stevens (1999). Fundamentals of Enzymology: The Cell and Molecular Biology of Catalytic Proteins (Third изд.). USA: Oxford University Press. ISBN 019850229X.
- Eric J. Toone (2006). Advances in Enzymology and Related Areas of Molecular Biology, Protein Evolution (Volume 75 изд.). Wiley-Interscience. ISBN 0471205036.
- Branden C; Tooze J. Introduction to Protein Structure. New York, NY: Garland Publishing. ISBN 0-8153-2305-0.
- Irwin H. Segel. Enzyme Kinetics: Behavior and Analysis of Rapid Equilibrium and Steady-State Enzyme Systems (Book 44 изд.). Wiley Classics Library. ISBN 0471303097.
- William P. Jencks (1987). Catalysis in Chemistry and Enzymology. Dover Publications. ISBN 0486654605.

## Spoljašnje veze
- Tryptophan+transaminase на 